# Lancer de téléphone portable
 (janvier 2023).
 (mai 2016).
Le lancer de téléphone portable est un sport d'origine finlandaise consistant à lancer le plus loin possible un téléphone portable.
Le record du monde de la discipline a été établi en août 2012 par le finlandais Ere Karjalainen avec un lancer de 101,46 mètres.   
Dans la catégorie Dames, le record du monde a été établi à 53,52 mètres par l'anglaise Jan Singleton lors du championnat du Royaume-Uni en août 2006.
Ces deux records n'ont toutefois pas été homologués. Le seul record officiel reconnu reste donc celui de Mikko Lampi, avec 94,97 m.

## Catégories
En 2007, il existe deux catégories :
- Original : consiste à lancer le plus loin possible un téléphone. Se décline en :
  - Individuel messieurs
  - Individuel dames
  - Individuel junior
- Freestyle : consiste à jongler avec un téléphone devant un jury. Se décline en :
  - Individuel
  - Par équipe

## Règles
Les sportifs prennent position dans une aire de lancement et lancent leur téléphone le plus loin possible de la façon qu'ils préfèrent, pourvu qu'ils ne sortent pas de l'aire de lancement. Ils ont droit à 2 ou 3 essais selon les championnats,. Les compétiteurs apportent leurs propres téléphones et ne peuvent réutiliser le même lors des séries. Toutes les marques et tous les modèles de téléphone portable sont autorisés.

## Championnats nationaux
Il existe des championnats nationaux dans les pays suivants :
- Allemagne (depuis 2004)
- États-Unis (depuis 2008)
- Finlande (depuis 2000)
- Norvège (depuis juin 2004)
- Royaume-Uni (depuis 2005)
- Suisse (depuis février 2005)
- Estonie (depuis 2008)

## Championnats du monde

### Historique des résultats
Lancer original Messieurs :
| Année | Meilleur lancer | Vainqueur             |
| ----- | --------------- | --------------------- |
| 2005  | 94,97 m         | Mikko Lampi (FIN)     |
| 2006  | 89,00 m         | Lassi Etelätalo (FIN) |
| 2007  | 89,62 m         | Tommi Huotari (FIN)   |
| 2008  | 85 m            | Timmo Lilium (EST)    |
| 2009  | 79,6 m          | Pauli Kosunen (FIN)   |

Lancer original Dames :
| Année | Meilleur lancer | Vainqueur              |
| ----- | --------------- | ---------------------- |
| 2006  | 50,83 m         | Eija Laakso (FIN)      |
| 2007  | 44,49 m         | Eija Laakso (FIN)      |
| 2008  | 41 m            | Valeria Kadorova (EST) |
| 2009  | 37,05 m         | Suvi Torikka (FIN)     |

### Championnat 2007
Le championnat 2007 s'est déroulé dans la ville finlandaise de Savonlinna. Le vainqueur du tournoi a été le finlandais Tommi Huotari avec un lancer de 89,62 mètres.
| Catégorie | Vainqueur     | Meilleur lancer |
| --------- | ------------- | --------------- |
| Messieurs | Tommi Huotari | 89,62 m         |
| Dames     | Eija Laakso   | 44,49 m         |
| Junior    | Antti Aikio   | 51,26 m         |

Sur les quinze premiers du tournoi en catégorie Messieurs, 14 étaient finlandais.

### Championnat 2008
En 2008, le championnat a eu lieu à Narva en Estonie.
| Catégorie | Vainqueur              | Meilleur lancer |
| --------- | ---------------------- | --------------- |
| Messieurs | Timmo Lilium (EST)     | 85 m            |
| Dames     | Valeria Kadorova (EST) | 41 m            |
| Junior    | Riku Kankkunen (FIN)   | 55 m            |

### Championnat 2009
En 2009, le championnat a eu lieu à Kesämaa en Finlande le 22 août.
| Catégorie        | Vainqueur               | Meilleur lancer |
| ---------------- | ----------------------- | --------------- |
| Messieurs        | Pauli Kosunen (FIN)     | 79,60 m         |
| Dames            | Suvi Torikka (FIN)      | 37,50 m         |
| Junior           | Verneri Aleksejev (FIN) | 43,77 m         |
| Freestyle groupe | Team Happi (JPN)        |                 |

Sur les vingt premiers du tournoi en catégorie Messieurs, 20 étaient finlandais.
Lors de ce tournoi, la famille Kosunen est montée sur le podium de toutes les épreuves auxquelles elle a pris part (Messieurs, Femmes et Juniors).